# Magdaleniec (gromada)
Magdaleniec (od 1 I 1960 Nidzica) – dawna gromada, czyli najmniejsza jednostka podziału terytorialnego Polskiej Rzeczypospolitej Ludowej w latach 1954–1972.
Gromady, z gromadzkimi radami narodowymi (GRN) jako organami władzy najniższego stopnia na wsi, funkcjonowały od reformy reorganizującej administrację wiejską przeprowadzonej jesienią 1954 do momentu ich zniesienia z dniem 1 stycznia 1973, tym samym wypierając organizację gminną w latach 1954–1972.
Gromadę Magdaleniec z siedzibą GRN w Magdaleńcu utworzono – jako jedną z 8759 gromad na obszarze Polski – w powiecie nidzickim w woj. olsztyńskim na mocy uchwały nr 19 WRN w Olsztynie z dnia 4 października 1954. W skład jednostki weszły obszary dotychczasowych gromad Grzegórzki, Magdaleniec i Módłki ze zniesionej gminy Muszaki, obszar dotychczasowej gromady Bartoszki ze zniesionej gminy Napiwoda oraz obszar dotychczasowej gromady Piotrowice ze zniesionej gminy Szkudaj w tymże powiecie. Dla gromady ustalono 10 członków gromadzkiej rady narodowej.
1 stycznia 1960 z gromady Magdaleniec wyłączono: (a) wieś Bartoszki, włączając ją do gromady Napiwoda, oraz (b) wieś Módki, włączając ją do gromady Jagarzewo – w tymże powiecie; do gromady Magdaleniec włączono natomiast wieś Piątki z gromady Pielgrzymowo w tymże powiecie, po czym gromadę Magdaleniec zniesiono przez przeniesienie siedziby GRN z Magdaleńca do miasta Nidzicy i zmianę nazwy jednostki na gromada Nidzica.